# Associação Nacional pelo Sufrágio Feminino
A Associação Nacional pelo Sufrágio Feminino (National Woman Suffrage Association - NWSA) foi formada em 15 de maio de 1869 para trabalhar pelo sufrágio feminino nos Estados Unidos. Suas principais líderes foram Susan B. Anthony e Elizabeth Cady Stanton. Ela foi criada depois que o movimento pelos direitos das mulheres se dividiu em relação à proposta da Décima Quinta Emenda à Constituição dos EUA, que, de fato, estenderia o direito de voto aos homens negros. Uma ala do movimento apoiou a emenda, enquanto a outra, que formou a NWSA, se opôs a ela, insistindo que o direito de voto fosse estendido a todas as mulheres e a todos os afro-americanos ao mesmo tempo.
A NWSA trabalhou principalmente em nível federal em sua campanha pelo direito de voto das mulheres. No início da década de 1870, ela incentivou as mulheres a tentarem votar e a entrarem com ações judiciais caso fossem impedidas, argumentando que a constituição implicitamente concedia o direito de voto às mulheres por meio de suas garantias de proteção igual a todos os cidadãos. Muitas mulheres tentaram votar, principalmente Susan B. Anthony, que foi presa e considerada culpada em um  julgamento amplamente divulgado. Depois que a Suprema Corte decidiu que a constituição não concedia implicitamente o direito de voto às mulheres, a NWSA trabalhou por uma emenda que o fizesse explicitamente.
A NWSA e suas líderes também trabalharam em projetos relacionados, como a história do movimento pelo sufrágio feminino e a criação do Conselho Internacional de Mulheres, que ainda está ativo. A divisão no movimento sufragista foi sanada em 1890, quando a NWSA se fundiu com sua rival, a Associação Americana pelo Sufrágio Feminino (AWSA), formando a Associação Nacional do Sufrágio Feminino Americano (NAWSA), sob a liderança de Anthony e Stanton.

## Histórico
O sufrágio feminino nos EUA surgiu como uma questão importante em meados do século XIX. A Convenção de Seneca Falls, realizada em 1848, iniciada por Elizabeth Cady Stanton, foi a primeira convenção sobre os direitos das mulheres. O direito de voto das mulheres foi endossado na convenção somente após um vigoroso debate sobre uma ideia que era controversa até mesmo dentro do movimento das mulheres. No entanto, logo após a convenção, ela se tornou um princípio central do movimento. Em 1851, Stanton e Susan B. Anthony formaram uma parceria de décadas que se tornou importante para o movimento pelos direitos das mulheres e para a futura Associação Nacional pelo Sufrágio Feminino (NWSA). Nos anos seguintes, elas trabalharam juntas pela abolição da escravidão e pelos direitos das mulheres.
Em 1866, Anthony e Stanton organizaram a Décima Primeira Convenção Nacional dos Direitos da Mulher, a primeira desde o início da Guerra Civil. A convenção votou para se transformar na Associação Americana de Direitos Iguais (American Equal Rights Association - AERA), cujo objetivo era fazer campanha pelos direitos iguais de todos os cidadãos, especialmente o direito ao sufrágio. Seus membros eram formados principalmente por ativistas dos movimentos abolicionistas e pelos direitos das mulheres, e sua liderança incluía ativistas de destaque como Lucretia Mott, Lucy Stone e Frederick Douglass.
Com o tempo, os membros da AERA cujo interesse principal era o sufrágio feminino começaram a se dividir em duas alas. Uma ala, cuja principal figura era Lucy Stone, estava disposta a que os homens negros alcançassem o sufrágio primeiro, como insistia o movimento abolicionista, e queria manter laços estreitos com o Partido Republicano. A outra, cujas principais figuras eram Stanton e Anthony, queria que as mulheres e os homens negros fossem incluídos ao mesmo tempo e trabalhava para criar um movimento feminino politicamente independente que não dependesse mais dos abolicionistas para obter recursos financeiros e outros. Em 1868, Anthony e Stanton começaram a publicar The Revolution, um jornal semanal sobre os direitos das mulheres na cidade de Nova York, que se tornou uma importante ferramenta de apoio à sua ala do movimento.
A disputa tornou-se cada vez mais acirrada após a introdução da Décima Quinta Emenda à Constituição dos EUA, que, de fato, concederia o direito de voto aos homens negros ao proibir a negação do sufrágio por motivo de raça. Lucy Stone apoiou a emenda, embora argumentasse que o sufrágio para as mulheres seria mais benéfico para o país do que o sufrágio para os homens negros. Stanton e Anthony se opuseram à emenda, insistindo que todas as mulheres e todos os afro-americanos deveriam ser emancipados ao mesmo tempo. Stanton argumentou que, ao conceder o direito de voto a quase todos os homens e excluir todas as mulheres, a emenda daria autoridade constitucional à crença de que os homens eram superiores às mulheres, criando uma “aristocracia do sexo”.
Durante o debate, Stanton escreveu artigos para o The Revolution com uma linguagem que às vezes era elitista e racialmente condescendente. De acordo com Cheris Kramarae e Lana Raknow, Stanton fazia distinção entre “colorofobia" e sua própria crença no "desenvolvimento evolutivo da raça humana”. Stanton, por exemplo, às vezes se referia às “ordens inferiores da humanidade”, uma indicação de sua crença de que a educação e a “civilização” eram necessárias para tirar grupos de pessoas (especialmente os negros americanos e os imigrantes brancos da classe trabalhadora) da barbárie e levá-los ao ápice do desenvolvimento [...] Admitir homens negros à emancipação era admiti-los na “masculinidade”, tornando cada vez mais difícil a tarefa de redefinir a cidadania para as mulheres”. Ela também presumia que todas as “ordens inferiores” promoviam “ideias inferiores de feminilidade”. Stanton escreveu: “Mulheres americanas ricas, educadas, virtuosas e refinadas, se vocês não desejam que as ordens inferiores de chineses, africanos, alemães e irlandeses, com suas ideias inferiores de feminilidade, façam leis para vocês e suas filhas, sejam seus governantes, juízes e jurados - ditem não apenas os códigos civis, mas também morais pelos quais vocês serão governadas, despertem para os perigos de sua posição atual e exijam, também, que as mulheres sejam representadas no governo!”
Essas crenças e argumentos correspondiam a seus comentários publicados nas edições inaugurais do The Revolution. Em 1868, ela argumentou que “há apenas uma maneira segura de construir um governo, que é com base na igualdade de todos os seus cidadãos, homens e mulheres, negros e brancos [...] Assim, se a mulher acha difícil suportar as leis opressivas de alguns pais saxões, das melhores ordens da masculinidade, o que ela não terá de suportar quando todas as ordens inferiores, nativos e estrangeiros, holandeses, irlandeses, chineses e africanos, legislarem para ela e suas filhas?” Ellen DuBois se referiu a essa ladainha particular de “ordens inferiores” como “traindo seu elitismo subjacente”, enquanto Sue Davis renunciou à sua pergunta como uma de uma série que “incluía comentários racistas e nativistas”. Stanton acrescentou que os senadores dos EUA “degradam” as mulheres “em seu status político, abaixo dos lavadores de valas, dos engraxates, dos albergueiros, dos açougueiros e dos barbeiros”. Stanton então se opôs às leis feitas para as mulheres por “Patrick e Sambo e Hans e Yung Tung que não sabem a diferença entre uma monarquia e uma república e que nunca leram a Declaração de Independência ou o livro de ortografia de Webster”.

## Formação da Associação Nacional pelo Sufrágio Feminino

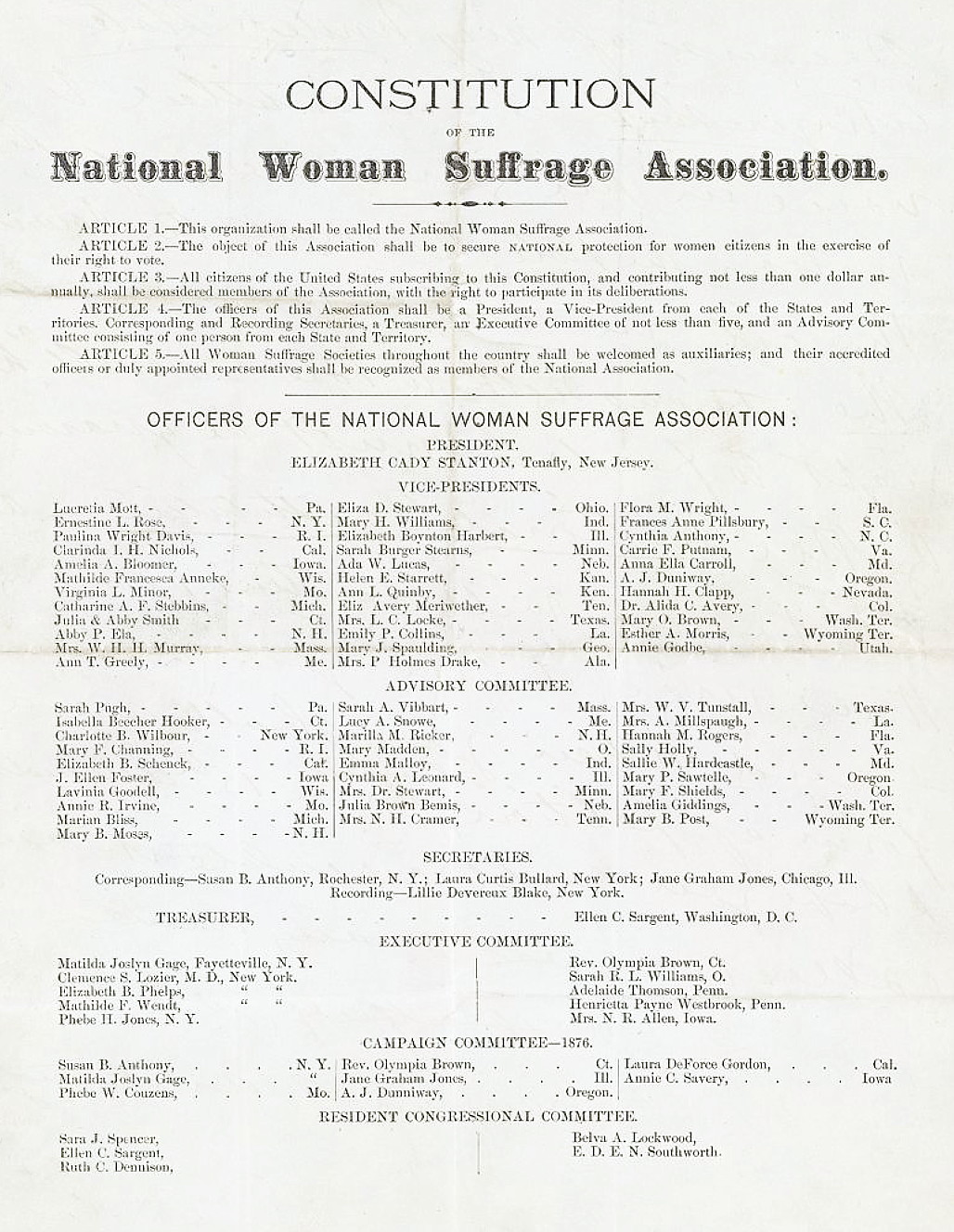
Constituição e dirigentes da Associação Nacional pelo Sufrágio Feminino em 1876

A AERA entrou em colapso após uma convenção acrimoniosa em 1869, e duas organizações rivais de sufrágio feminino foram criadas em seu rastro. A Associação Nacional pelo Sufrágio Feminino (NWSA) foi criada em 15 de maio de 1869, dois dias após o que acabou sendo a última convenção da AERA, tendo Anthony e Stanton como seus principais líderes. A Associação Americana pelo Sufrágio Feminino (AWSA) foi formada em novembro de 1869, tendo Lucy Stone como sua principal líder. Inicialmente, a AWSA era maior e mais bem financiada, mas Stanton e Anthony eram mais conhecidas como líderes do movimento pelo sufrágio feminino e foram mais influentes na definição de sua direção.
A filiação à NWSA veio em parte de ativistas de organizações que Anthony e Stanton haviam criado. Uma delas foi a Women's Loyal National League [en] (Women's Loyal National League), cujos 5.000 membros haviam concluído em 1864 uma campanha de petição, a maior da história do país, em apoio a uma emenda para abolir a escravidão. Outra foi a Associação das Mulheres Trabalhadoras [en] (Working Women's Association), que começou como uma organização de mulheres assalariadas, mas evoluiu para uma organização composta quase inteiramente por jornalistas, médicas e outras mulheres trabalhadoras de classe média. Seus membros formaram o núcleo do segmento da NWSA na cidade de Nova York, onde a NWSA tinha sua sede.

## Comparação com a AWSA
Mesmo depois que a Décima Quinta Emenda foi ratificada em 1870, algumas diferenças importantes permaneceram entre as duas organizações, e outras surgiram com o tempo.
A NWSA trabalhou principalmente em nível federal, concentrando-se em uma emenda constitucional para alcançar o sufrágio feminino, enquanto a AWSA trabalhou para atingir o mesmo objetivo principalmente em nível estadual. As reuniões da NWSA eram abertas a todos, mas a AWSA permitia que apenas os delegados de organizações estaduais reconhecidas votassem em suas reuniões, embora qualquer membro pudesse participar e falar. Inicialmente, a NWSA tratava de várias questões femininas, como a reforma do divórcio e a igualdade de remuneração para as mulheres, enquanto a AWSA se concentrava quase que exclusivamente no sufrágio. Os membros da AWSA incluíam homens e mulheres, e seu primeiro presidente foi um homem, Henry Ward Beecher. Stanton propôs originalmente que a associação da NWSA fosse limitada a mulheres, mas sua proposta não foi aceita. Na prática, entretanto, a maioria esmagadora dos membros e oficiais da NWSA eram mulheres. A NWSA realizava suas convenções em Washington, de acordo com sua estratégia de trabalhar principalmente em nível federal, enquanto a AWSA, que trabalhava principalmente em nível estadual, reunia-se em várias cidades do país.
O autor de um estudo sobre as mulheres afro-americanas no movimento sufragista relaciona nove que participaram da AWSA durante a década de 1870 e seis que participaram da NWSA. Stanton, uma líder da NWSA, “tentou separar o movimento pelos direitos das mulheres de suas raízes anteriores na tradição antiescravagista”. Ela periodicamente “apelava para os preconceitos raciais e étnicos, argumentando que as mulheres brancas nativas mereciam o voto mais do que as não brancas e as imigrantes”. Lee Boomer e educadores da Sociedade Histórica de Nova York observaram que “embora a NWSA não proibisse a adesão de mulheres negras em nível nacional, as organizações locais [da NWSA] podiam rejeitar sua participação”.

## Primeiros anos

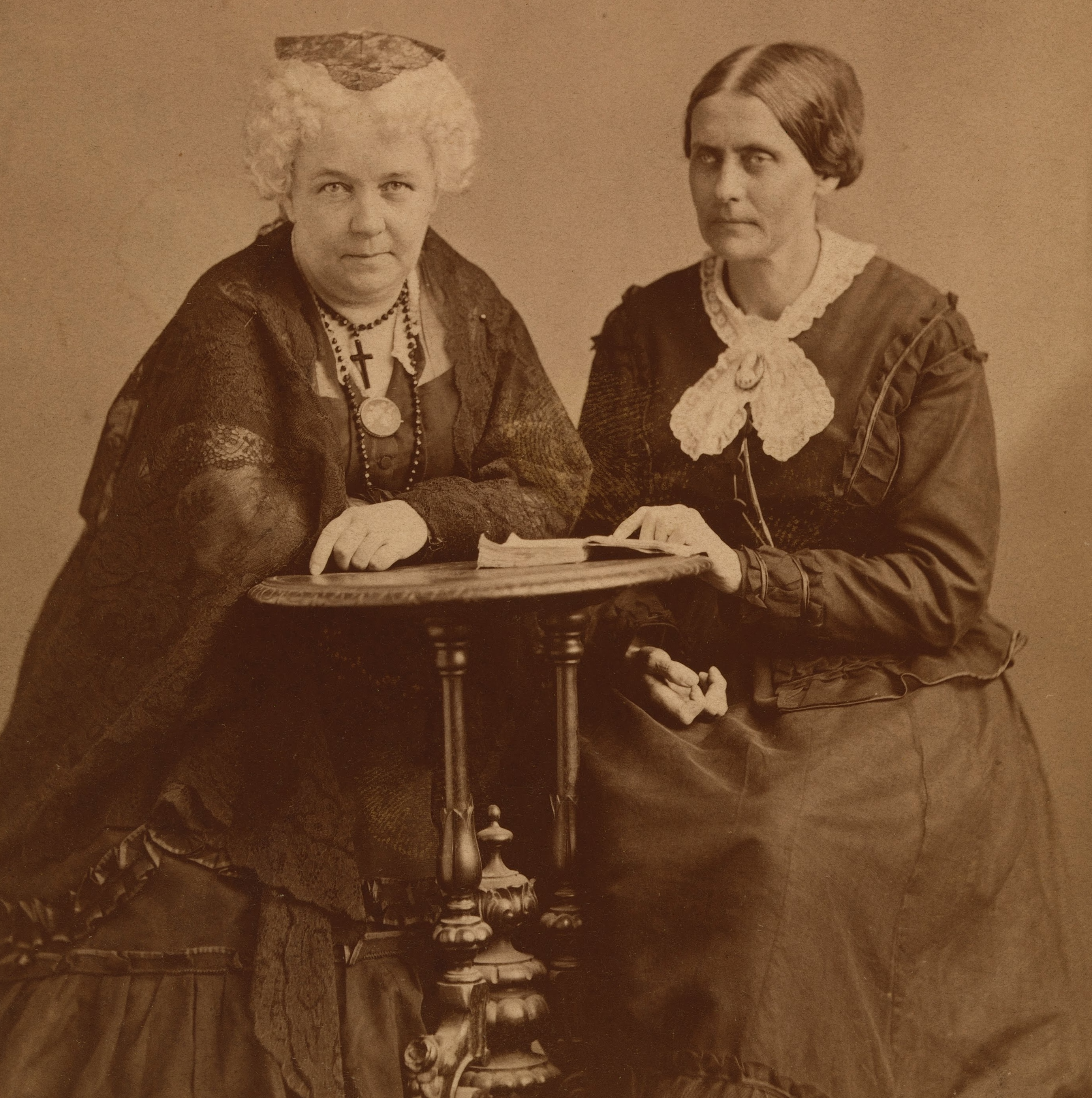
Elizabeth Cady Stanton e Susan B. Anthony por volta de 1870

Muitas sufragistas ficaram chocadas com a divisão e insistiram na reunificação. Theodore Tilton, editor de jornal e defensor dos direitos das mulheres, iniciou um abaixo-assinado pedindo o fim da cisão. Em abril de 1870, ele convocou uma reunião de membros de ambas as organizações em uma tentativa de fundir os dois grupos. Anthony se opôs à ideia da fusão, assim como sua rival Lucy Stone. A NWSA enviou três representantes oficiais para a reunião, que informaram que sua organização concordaria com a fusão somente se a nova organização concordasse em trabalhar em prol de uma Décima Sexta Emenda para a emancipação das mulheres. Lucy Stone e dois outros membros da AWSA que estavam presentes como representantes não oficiais de sua organização deixaram a reunião naquele momento. As que ficaram, incluindo algumas ativistas não afiliadas, formaram uma nova organização, o Sindicato da Associação pelo Sufrágio Feminino (Union Woman Suffrage Association - UWSA), tendo Tilton como presidente e a Décima Sexta Emenda como seu objetivo central. Logo depois, o comitê executivo da AERA se reuniu e votou, sem a objeção de Stone, pela fusão com a UWSA. No mês seguinte, a própria NWSA se fundiu à UWSA, que basicamente se tornou a NWSA com um novo nome.
Em maio de 1870, Anthony foi forçado a vender o The Revolution devido a dívidas crescentes, perdendo assim a principal voz da mídia da NWSA. Depois disso, a NWSA passou a depender de periódicos menores, como The National Citizen e Ballot Box, editados por Matilda Joslyn Gage, e The Woman's Tribune [en], editado por Clara Bewick Colby, para representar seu ponto de vista.
A NWSA se beneficiou das extensas turnês de palestras realizadas por Stanton e Anthony, que trouxeram novos recrutas para a organização e a fortaleceram em nível local, estadual e nacional. Suas viagens durante esse período cobriram uma distância que não foi igualada por nenhum outro reformador ou político. De 1869 a 1879, Stanton viajou oito meses por ano em um circuito de palestras, geralmente fazendo uma palestra por dia e duas aos domingos. Somente em um ano, Anthony viajou 13.000 milhas e deu pelo menos 170 palestras.
Anthony e Stanton não recebiam salário da organização, sustentando-se com o dinheiro que ganhavam com as palestras. No caso de Anthony, o dinheiro fluía para o outro lado, com suas taxas de palestras ajudando a financiar a organização depois que ela pagou as dívidas da The Revolution.
O fato de Anthony não ser casado deu a ela uma vantagem legal na criação da organização. Naquela época, uma mulher casada tinha o status legal de feme covert, o que, entre outras coisas, a impedia de assinar contratos (ela tinha de convencer o marido a assinar por ela). Como Anthony não tinha marido, ela tinha o status legal de feme sole, o que lhe permitia assinar contratos para salões de convenções e materiais impressos.

## New Departure

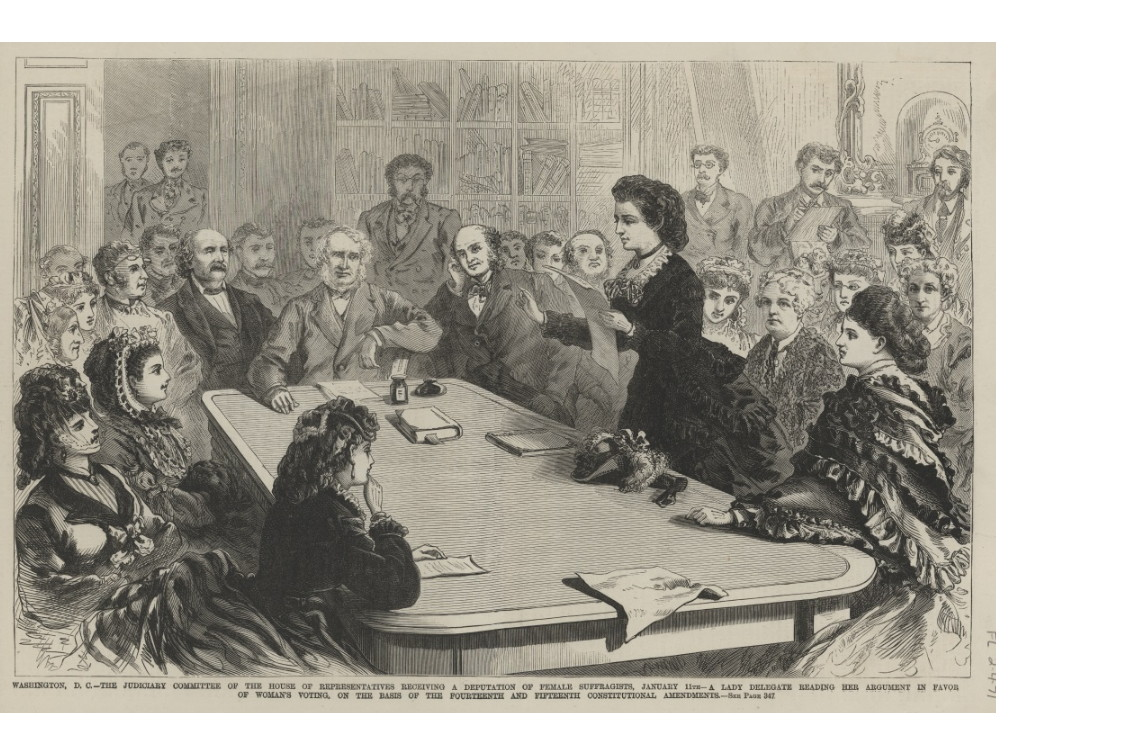
Victoria Woodhull falando perante o Comitê Judiciário da Câmara. Stanton, com cachos brancos, está sentado logo atrás dela

Em 1869, Virginia Minor [en], membro da NWSA, e seu marido Francis desenvolveram a ideia de que a obtenção do sufrágio feminino não exigia uma Décima Sexta Emenda. Sua abordagem, que ficou conhecida como New Departure, baseava-se na crença de que as mulheres já estavam implicitamente emancipadas pela Constituição dos EUA. A estratégia deles se baseou muito na Décima Quarta Emenda, que diz: “Nenhum Estado deve fazer ou aplicar qualquer lei que restrinja os privilégios ou imunidades dos cidadãos dos Estados Unidos [...] nem negar a qualquer pessoa dentro de sua jurisdição a proteção igualitária das leis”.
Em janeiro de 1871, a UWSA atrasou a sessão de abertura de sua convenção anual em Washington para que seus membros pudessem ouvir o histórico discurso de Victoria Woodhull no Comitê Judiciário da Câmara, a primeira mulher a falar perante um órgão do Congresso. Corretora da bolsa de valores com apoiadores ricos, mas com pouca ligação anterior com o movimento das mulheres, ela apresentou uma versão modificada da estratégia da New Departure. Em vez de pedir aos tribunais que determinassem que a Constituição implicitamente concedia direitos às mulheres, ela pediu ao Congresso que aprovasse um ato declaratório para atingir o mesmo objetivo. O comitê não aceitou sua proposta. Woodhull foi convidada a fazer o mesmo discurso na sessão da tarde da UWSA e foi recebida com entusiasmo.
A reputação de Woodhull como líder do sufrágio feminino continuou a crescer depois disso. Tanto Stanton quanto Anthony a apoiaram com entusiasmo no início, embora Anthony tenha se tornado cada vez mais cauteloso com ela. Na convenção da UWSA de 1872, Woodhull tentou comandar a organização, instando os delegados a se reunirem no dia seguinte em outro salão para formar um novo partido político, tendo a si mesma como candidata à presidência dos Estados Unidos. Na situação caótica que se seguiu, Anthony gritou que a UWSA se reuniria no dia seguinte como de costume e encerrou abruptamente a sessão. A UWSA se reuniu de fato no dia seguinte, conforme planejado, embora com menos participantes, pois a maioria deles havia ido ao evento de Woodhull. Nessa reunião, a UWSA votou para se transformar em uma NWSA reconstituída, com Anthony como presidente.
Mais tarde naquele ano, Woodhull publicou detalhes de um caso entre Elizabeth Tilton [en], esposa de Theodore Tilton, um proeminente aliado da NWSA, e o Reverendo Henry Ward Beecher, o primeiro presidente da AWSA, prejudicando a reputação de todo o movimento de mulheres. Woodhull não desempenhou um papel significativo no movimento pelo sufrágio feminino posteriormente. Em 1871, a NWSA adotou oficialmente a estratégia New Departure, incentivando as mulheres a tentar votar e a entrar com ações judiciais caso esse direito fosse negado. Logo centenas de mulheres tentaram votar em dezenas de localidades.

## Desafiando a negação do direito de voto

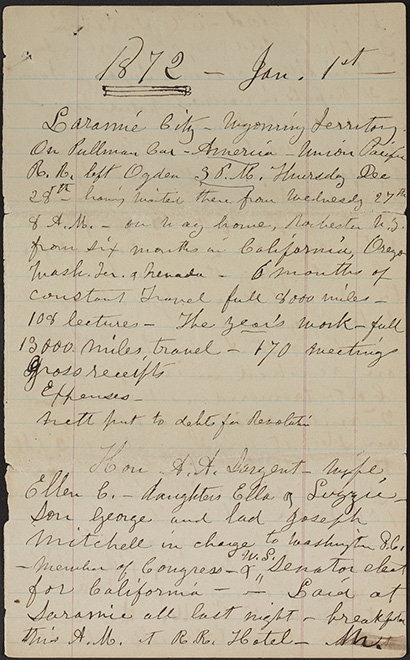

Em 1872, Susan B. Anthony convenceu algumas autoridades eleitorais a permitirem que ela votasse nas eleições presidenciais daquele ano, pelo que foi presa e considerada culpada em um julgamento amplamente divulgado. O juiz do julgamento foi Ward Hunt [en], que havia sido recentemente nomeado para a Suprema Corte dos EUA e que conduziu o julgamento como parte do sistema de tribunais federais da época.
O julgamento United States v. Susan B. Anthony foi acompanhado de perto pela imprensa nacional. Seguindo uma regra da lei comum da época que impedia os réus criminais em tribunais federais de testemunhar, Hunt se recusou a permitir que Anthony falasse até que o veredito fosse dado. No final do julgamento, o juiz Hunt emitiu sua opinião e ordenou que o júri desse o veredito de culpado. Quando ele perguntou a Anthony se ela tinha algo a dizer, ela respondeu com “o discurso mais famoso da história da agitação pelo sufrágio feminino”, de acordo com Ann Gordon [en], historiadora do movimento feminino. Ignorando repetidamente a ordem do juiz para que parasse de falar e se sentasse, ela o castigou por ter negado a ela um julgamento por júri, mas disse que, mesmo que ele tivesse permitido que o júri discutisse o caso, ainda assim teria sido negado a ela um julgamento por um júri de seus pares porque as mulheres não podiam ser juradas.
Em 1875, a Suprema Corte decidiu, no caso Minor v. Happersett [en], que “a Constituição dos Estados Unidos não confere o direito de voto a ninguém”. A NWSA foi obrigada a retornar à estratégia muito mais difícil de conseguir o sufrágio por meio de emenda constitucional. Em 1878, o senador Aaron Sargent [en], que era casado com a tesoureira da NWSA, Ellen Clark Sargent [en], apresentou ao Congresso a emenda do sufrágio feminino que, mais de quarenta anos depois, se tornaria a Décima Nona Emenda da Constituição dos Estados Unidos. Seu texto é idêntico ao da Décima Quinta Emenda, exceto pelo fato de que ela proíbe a negação do sufrágio por causa do sexo e não da raça.

## Centenário da Declaração de Independência
Em 4 de julho de 1876, os Estados Unidos comemoraram seu 100º aniversário com uma cerimônia na Filadélfia, no Independence Hall, onde a Declaração de Independência foi aprovada em 4 de julho de 1776. Em preparação para o evento, a NWSA estabeleceu sua sede nas proximidades e começou a redigir “artigos de impeachment” contra os “Soberanos Políticos” do país. Os oficiais da NWSA pediram permissão para apresentar uma Declaração de Direitos das Mulheres na comemoração oficial, mas a permissão foi recusada. Apesar da falta de permissão, cinco mulheres, lideradas por Anthony, subiram ao palanque durante a cerimônia e entregaram a Declaração ao senador Thomas Ferry [en], que era o vice-presidente interino dos Estados Unidos e o responsável pela comemoração. Ao saírem, elas distribuíram cópias para a multidão. Subindo em um coreto desocupado do lado de fora do salão, Anthony leu a Declaração para uma grande multidão e convidou todos para uma convenção da NWSA na igreja unitarista [en] próxima para ouvir Stanton, Lucretia Mott e outros oradores.
A Declaração foi assinada por Susan B. Anthony e por outros membros importantes da NWSA: Lucretia Mott, Elizabeth Cady Stanton, Paulina Wright Davis [en], Ernestine Rose [en], Clarina Nichols [en], Mary Ann McClintock, Amy Post, Sarah Pugh [en], Matilda Joslyn Gage, Clemence Sophia Harned Lozier [en], Olympia Brown [en], Mathilde Franziska Anneke [en], Mathilde F. Wendt, Adelaide Thomson, Laura de Force Gordon, Ellen Clark Sargent [en], Virginia L. Minor, Sara Andrews Spencer, Lillie Devereux Blake, Phoebe Couzins [en], Jane Graham Jones, Abigail Scott Duniway [en] e Belva A. Lockwood.
Lucretia Mott, ex-presidente da AERA, foi listada em primeiro lugar entre as que assinaram a Declaração e foi vice-presidente da NWSA. De acordo com Sally Gregory McMillen, historiadora do movimento de mulheres durante esse período, Lucretia Mott “evitou tomar partido” na divisão do movimento de mulheres, dando apoio a ambos os lados.

## History of Woman Suffrage
Em 1876, Anthony e Stanton começaram a trabalhar no livro History of Woman Suffrage. Originalmente concebida como uma publicação modesta que poderia ser produzida rapidamente, a história evoluiu para uma obra de seis volumes com mais de 5.700 páginas escritas em um período de 41 anos, preservando uma história rica que, de outra forma, poderia ter sido perdida. Os três primeiros volumes, que cobrem o movimento até 1885, foram produzidos principalmente por Anthony e Stanton. Anthony cuidou dos detalhes da produção, enquanto Stanton escreveu a maior parte do texto. Matilda Joslyn Gage, outro membro importante da NWSA, escreveu três capítulos do primeiro volume, mas foi forçada a abandonar o projeto posteriormente devido à doença de seu marido. Após a morte de Stanton, Anthony publicou o Volume 4 com a ajuda de Ida Husted Harper. Após a morte de Anthony, Harper concluiu os dois últimos volumes, trazendo a história até 1920.
Stanton e Anthony incentivaram sua rival Lucy Stone a ajudar no trabalho, ou pelo menos a enviar material que pudesse ser usado por outra pessoa para escrever a história de sua ala do movimento, mas ela se recusou a cooperar de qualquer forma. A filha de Stanton, Harriot Stanton Blatch [en], escreveu o capítulo de 120 páginas sobre Stone e a AWSA, que aparece no Volume 2. Mesmo assim, o History of Woman Suffrage coloca Stanton, Anthony e a NWSA no centro da história do movimento e marginaliza o papel de Stone e da AWSA.

## Conselho Internacional de Mulheres
Anthony viajou para a Europa em 1883, juntando-se a Stanton, que havia chegado alguns meses antes para visitar sua filha, cujo marido era britânico. Em um período de nove meses, elas se reuniram com líderes de vários movimentos femininos europeus e começaram a estabelecer as bases de uma organização internacional de mulheres.
A NWSA concordou em sediar o congresso de fundação da organização para a qual Stanton e Anthony estavam trabalhando. O primeiro congresso do Conselho Internacional de Mulheres (International Council of Women - ICW) se reuniu em Washington em 1888 com delegadas de 53 organizações de mulheres de nove países. As delegadas representavam várias organizações, incluindo associações de sufrágio, grupos profissionais, clubes literários, sindicatos de temperança, ligas trabalhistas e sociedades missionárias. A AWSA participou do congresso. A convenção da ICW trouxe maior publicidade e respeitabilidade ao movimento feminino, especialmente quando o presidente Grover Cleveland homenageou as delegadas, convidando-as para uma recepção na Casa Branca. Ainda ativa, a ICW está associada às Nações Unidas.

## Reunificação do movimento
Lucy Stone iniciou a reunificação das organizações sufragistas rivais. Ela estava com setenta anos de idade e com a saúde debilitada, e a AWSA estava perdendo força. Anthony, por outro lado, estava, àquela altura, “entre as principais figuras políticas dos Estados Unidos”, de acordo com um proeminente historiador da história das mulheres. Stanton, uma oradora popular e escritora prolífica de artigos para jornais e revistas, também era bem conhecida.
A reunião anual da AWSA em novembro de 1877 aprovou uma resolução autorizando Stone a conversar com Anthony sobre a possibilidade de uma fusão. A proposta não gerou polêmica significativa na AWSA. No entanto, houve forte oposição dentro da NWSA. Ida Husted Harper, colega de trabalho e biógrafa de Anthony, disse que as reuniões da NWSA que trataram desse assunto “foram as mais tempestuosas da história da associação”. Matilda Joslyn Gage, uma oponente da fusão, formou uma organização concorrente chamada União Nacional Liberal da Mulher (Woman's National Liberal Union), mas ela não atraiu um número significativo de seguidores, e os planos de fusão prosseguiram.
A NWSA e a AWSA se reuniram em uma convenção conjunta em Washington e formaram a Associação Nacional do Sufrágio Feminino Americano (NAWSA) em 18 de fevereiro de 1890. Por insistência de Anthony, Stanton concordou em aceitar sua presidência. Essa foi, em grande parte, uma ação simbólica; no dia seguinte à sua eleição como presidente, Stanton embarcou para a casa de sua filha na Inglaterra, onde permaneceu por dezoito meses, deixando Anthony efetivamente no comando. Stone foi eleito presidente do comitê executivo.
A NAWSA se tornou a maior organização voluntária do país, com dois milhões de membros. Depois que o sufrágio feminino foi alcançado em 1920 com a aprovação da Décima Nona Emenda à Constituição dos EUA, a NAWSA se transformou na Liga das Mulheres Eleitoras (League of Women Voters), que ainda está ativa.

## Principais membros

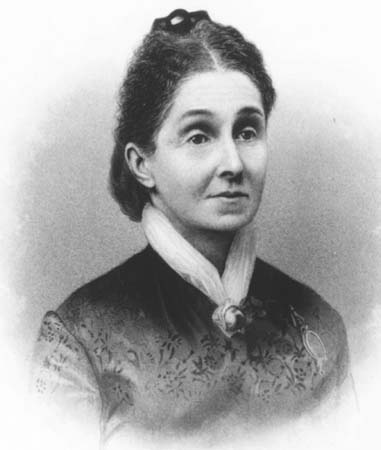
Virginia Minor, co-desenvolvedora da estratégia New Departure da NWSA.
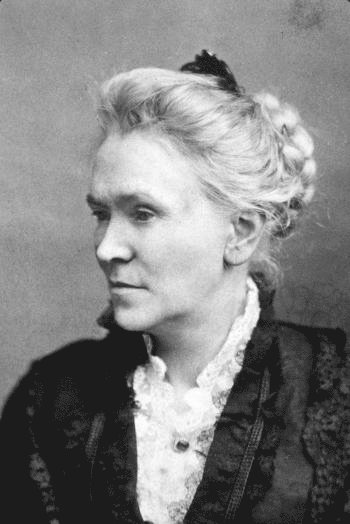
Matilda Joslyn Gage, presidente da NWSA de 1875 a 1886, coautora da History of Woman Suffrage e autora de Woman, Church and State.
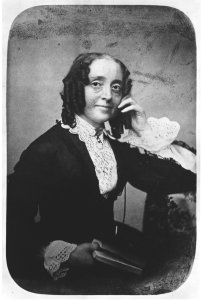
Ernestine Rose, trabalhadora pioneira pelos direitos das mulheres, membro do primeiro comitê executivo da NWSA.
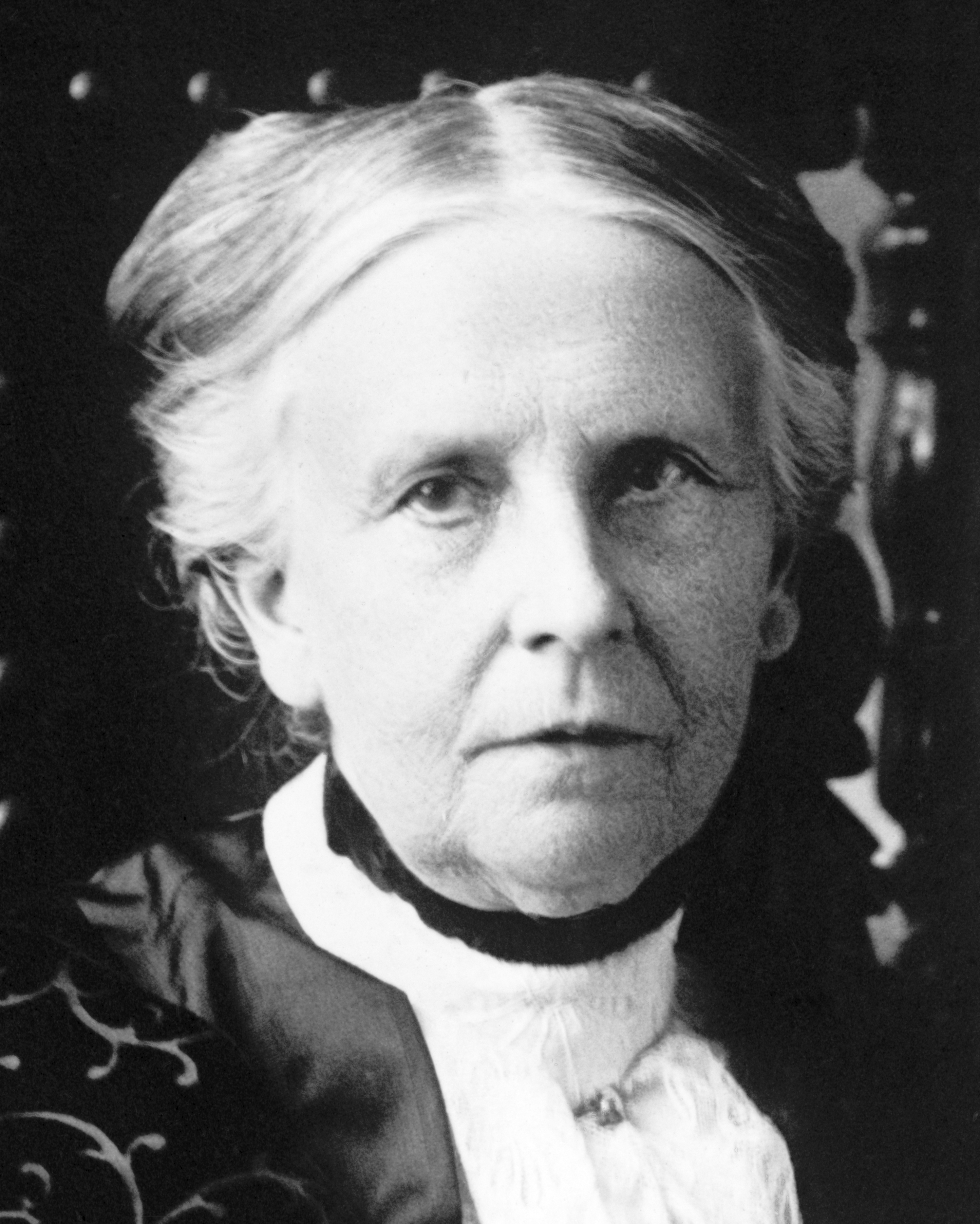
Olympia Brown, primeira mulher ordenada como clériga com o consentimento de sua denominação.
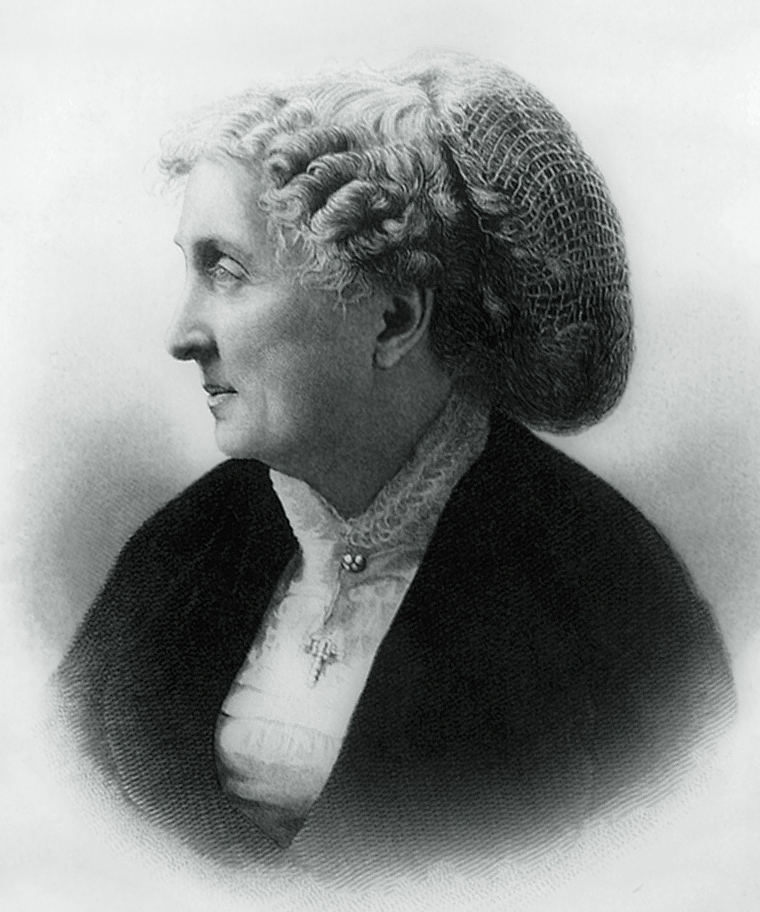
Paulina Kellogg Wright Davis, principal organizadora da primeira Convenção Nacional dos Direitos da Mulher, autora de The History of the National Woman's Rights Movement.

## Páginas externas
- Constituição da Associação Nacional pelo Sufrágio Feminino
- Declaração de Direitos das Mulheres dos Estados Unidos